# 2018年亞洲運動會保齡球比賽
2018年亞洲運動會保齡球比賽為第十八屆亞洲運動會的其中一項競賽項目，共產生六面金牌；賽事於2018年8月22日至27日在印尼巨港查卡峇林保齡球中心舉行。

## 參賽國家和地區
共有來自19個國家和地區的180位運動員參賽。
| - 巴林（6） - 中国（6） - 中华台北（12） - 中国香港（9） - 印度（6） - 印度尼西亚（12） - 日本（12） - （6） - 马来西亚（12） - 中国澳门（12） | - 蒙古（14） - 菲律宾（13） - （8） - 沙特阿拉伯（6） - 新加坡（12） - 韩国（12） - 泰国（12） - 阿拉伯联合酋长国（6） - 越南（4） |

## 獎牌統計

### 國家獎牌榜
| 排名 | 国家／地区 | 金牌 | 银牌 | 铜牌 | 總數 |
| ---- | ---------- | ---- | ---- | ---- | ---- |
| 1    | 韩国       | 2    | 2    | 2    | 6    |
| 2    | 马来西亚   | 2    | 2    | 0    | 4    |
| 3    | 日本       | 2    | 0    | 0    | 2    |
| 4    | 中华台北   | 0    | 1    | 2    | 3    |
| 5    | 中国香港   | 0    | 1    | 0    | 1    |
| 6    | 新加坡     | 0    | 0    | 2    | 2    |
| 總計 | 總計       | 6    | 6    | 6    | 18   |

### 項目獎牌榜

#### 男子項目
| 項目      | 金牌                                                                                  | 银牌                                                           | 铜牌                                                           |
| 3人賽     | 日本（JPN） · 佐佐木智之 · 和田翔吾 · 安里秀策                                        | 马来西亚（MAS） · 拉菲克 · 阿末姆亚兹 · 陈财政                 | 新加坡（SIN） · 钟伟健 · 穆罕穆德·吴加利 · 王维雄              |
| 6人團體賽 | 韩国 · 崔福音 · 洪海率 · Park Jong-woo · Kim Jong-wook · Koo Seong-hoi · Kang Hee-won | 中国香港 · 劉冠濠 · 麥卓賢 · 謝晉軒 · 曾德軒 · 黃鈞源 · 胡兆康 | 中华台北 · 吳浩銘 · 陳信安 · 洪焜毅 · 陳銘堂 · 林佰峰 · 謝金良 |
| 精英賽    | 拉菲克 · 马来西亚（MAS）                                                              | Park Jong-woo · 韩国（KOR）                                    | Koo Seong-hoi · 韩国（KOR）                                    |

#### 女子項目
| 項目      | 金牌                                                                                       | 银牌                                                                    | 铜牌                                                                  |
| 3人賽     | 马来西亚（MAS） · 谢美兰 · 茜蒂莎菲雅 · 塞达杜                                             | 中华台北（TPE） · 潘育分 · 周佳溱 · 蔡昕宜                              | 新加坡（SIN） · 陈诗静 · 杨若淇 · 林惠莹                              |
| 6人團體賽 | 韩国（KOR） · Baek Seung-ja · Han Byul · Kim Hyun-mi · 李奈英 · Lee Yeon-ji · Ryu Seo-yeon | 马来西亚（MAS） · 谢美兰 · 塞达杜 · 娜塔莎 · 冼丽莹 · 茜蒂莎菲雅 · 莎琳 | 中华台北（TPE） · 潘育分 · 周佳溱 · 蔡昕宜 · 張羽萱 · 王雅婷 · 黃瓊瑤 |
| 精英賽    | 石本美來 · 日本（JPN）                                                                     | Lee Yeon-ji · 韩国（KOR）                                               | 李奈英 · 韩国（KOR）                                                  |

## 外部連結
- 2018年亞洲運動會保齡球比賽